# Monhystera insignis
Monhystera insignis är en rundmaskart som beskrevs av Nathan Augustus Cobb 1893. Monhystera insignis ingår i släktet Monhystera och familjen Monhysteridae. Inga underarter finns listade i Catalogue of Life.